# Front-side bus
De front-side bus of FSB is de systeembus tussen de processor (CPU) en de Northbridge in de pc-architectuur vanaf de introductie van de PCI-bus.
Omdat de FSB lange tijd de bottleneck vormde voor de communicatie tussen de CPU en het werkgeheugen, werden nieuwe technologieën geïntroduceerd die de vertragende factor die de FSB vormde moest wegnemen. Onder meer AMD's HyperTransport en Intels DMI 2.0 of QuickPath Interconnect zorgen voor point-to-point-verbindingen tussen de CPU en het werkgeheugen waarbij de geheugencontroller in de CPU zelf verwerkt is. Omdat hierdoor de functie van de Northbridge als geheugencontroller wegviel, verviel ook de functie van de Front-Side bus en is deze bijgevolg niet meer terug te vinden op moderne moederborden.
De bandbreedte van de Front Side Bus was van groot belang voor de snelheid waarmee een PC kon functioneren.
| Processor            | Datarate | FSB-frequentie MHz | Theoretische bandbreedte MB/s |
| -------------------- | -------- | ------------------ | ----------------------------- |
| Pentium II           | 8        | 66 100             | 533 800                       |
| Pentium III          | 8        | 100 133            | 800 1066                      |
| Pentium IV           | 32       | 100 133 200 266    | 3200 4266 6400 8533           |
| Pentium M            | 32       | 100 133 166        | 3200 4266 5333                |
| Athlon               | 16       | 100 133            | 1600 2133                     |
| Athlon XP            | 16       | 133 166 200        | 2133 2666 3200                |
| Athlon 64/FX/Opteron | 8        | 600 800 1000       | 4800 6400 8000                |
| PowerPC 970          | 8        | 900 1000 1250      | 7200 8000 10000               |